# Cochlespira pulchella
Cochlespira pulchella é uma espécie de gastrópode do gênero Cochlespira, pertencente à família Cochlespiridae. 

## Descrição
A concha cresce até o comprimento de 24 mm.

## Distribuição
Esta espécie ocorre no Oceano Pacífico ao largo da Indonésia e das Filipinas.